# Śnieżki (gromada)
Śnieżki – dawna gromada, czyli najmniejsza jednostka podziału terytorialnego Polskiej Rzeczypospolitej Ludowej w latach 1954–1972.
Gromady, z gromadzkimi radami narodowymi (GRN) jako organami władzy najniższego stopnia na wsi, funkcjonowały od reformy reorganizującej administrację wiejską przeprowadzonej jesienią 1954 do momentu ich zniesienia z dniem 1 stycznia 1973, tym samym wypierając organizację gminną w latach 1954–1972.
Gromadę Śnieżki z siedzibą GRN w Śnieżkach utworzono – jako jedną z 8759 gromad – w powiecie bielskim w woj. białostockim, na mocy uchwały nr 12/V WRN w Białymstoku z dnia 4 października 1954. W skład jednostki weszły obszary dotychczasowych gromad Śnieżki, Biełki, Sasiny, Mołoczki, Sobiatyn i Kościukowicze ze zniesionej gminy Śnieżki w tymże powiecie. Dla gromady ustalono 15 członków gromadzkiej rady narodowej.
1 stycznia 1969 do gromady Śnieżki przyłączono wieś Bystre ze zniesionej gromady Nurzec.
Gromada przetrwała do końca 1972 roku, czyli do kolejnej reformy gminnej.